# Kinect Star Wars
Kinect Star Wars es un videojuego de acción de Star Wars para la Xbox 360, creado por LucasArts y publicado por Microsoft Studios. El juego trata sobre aventuras de Star Wars con el sistema Kinect.

## El juego
El personaje jugable en Star Wars Kinect es un Maestro Jedi,  y uno de varios nuevos personajes que serán presentadas por el juego. Utilizando el controlador de sistema libre de Kinect, el jugador se pone delante de la televisión y usa las manos para levantar y lanzar objetos con la Fuerza, o realizar movimientos con la espada de luz con el cuerpo.
El juego se divide en cinco secciones, cada una es una campaña completa. Las cinco secciones son:
1. Destino Jedi: Los jugadores asumen los papeles de padawans Jedi y tratan de ayudar a detener las fuerzas del Lado Oscuro.
2. Destrucción Rencor: El jugador actúa como un Rencor, el objetivo es la destrucción de la zona.
3. Carreras: El jugador participa en diversas carreras.
4. Bailes galácticos: Los jugadores pueden competir bailando contra la princesa Leia y otros esclavizados por Jabba en Tatooine. Las canciones son modernas, y mezclan letras de canciones de Star Wars, por ejemplo, "Hollaback Girl" se convierte en "Girl Holograma", "Ridin 'Solo" se convierte en "yo soy Han Solo". Otros escenarios son Bespin, Coruscant y la Estrella de la muerte, todo lo cual permite al jugador bailar contra otros personajes, igualmente emblemáticos. Este modo se ha convertido en un fenómeno de Internet, y es mencionado en muchas críticas por ser uno de los aspectos más destacados del juego.
5. Duelos del destino: Un Sable de Luz es usado por el jugador para luchar contra varios oponentes, y finalmente combate contra Darth Vader.

## Desarrollo
Microsoft Studios planeaba desarrollar un juego de  Star Wars desde temprano en el desarrollo del sistema de Kinect. Kudo Tsunoda, director creativo de Kinect, comentó: "En esta historia  se puede ver cómo las piezas únicas de Kinect pueden dar vida a la fantasía de ser un Jedi en una forma que ningún otra consola de juego o medio de comunicación puede hacer".